# Christian Poschmann
Christian Poschmann (* 1979) ist ein ehemaliger deutscher Footballspieler.

## Laufbahn
Poschmann begann seine Footballkarriere 1996 bei den Langenfeld Longhorns. 1999 wechselte der 1,74 Meter große Runningback zu den Düsseldorf Panthern, für die er zunächst bis 2001 in der Football-Bundesliga auflief. Im 2002er Spieljahr verstärkte er die Cologne Crocodiles und ging dann nach Düsseldorf zurück.
Im Mai 2008 zog er sich in einem Zweitligaspiel mit der Düsseldorfer Mannschaft einen Kreuzbandriss, einen Meniskusriss und Knorpelschaden zu. Damit endete seine Laufbahn im Leistungsfootball. Ende Mai 2008 wurde Poschmann das Silberne Lorbeerblatt verliehen.
Poschmann studierte Sportmanagement in Köln. Im Rahmen seines Studiums weilte er für ein Praktikum in der Geschäftsstelle von Rhein Fire und war bei dem Klub danach angestellt. Er arbeitete dort acht Jahre lang in den Bereichen Mannschafts- und Veranstaltungsleitung.
Im März 2019 übernahm der hauptberuflich als geschäftsführender Gesellschafter eines Restaurantbringdienstes tätige Poschmann bei den Panthern die Leitung der Akquise und Betreuung von Sponsoren.

### Nationalmannschaft
Poschmann gewann mit Deutschlands Footballnationalmannschaft 2003 und 2007 jeweils Bronze bei der Weltmeisterschaft, 2005 die Silbermedaille bei der Europameisterschaft sowie im selben Jahr die Goldmedaille bei den World Games. Bei den in Duisburg ausgetragenen World Games wurde Poschmann als bester Spieler des Turniers ausgezeichnet.